# Галле, Фаннина Борисовна
Фаннина Борисовна Галле (урождённая Фейга (Фанни) Беровна Рубинштейн; 13 [25] октября 1881, Поневеж, Ковенская губерния или Вена — 14 декабря 1963, Нью-Йорк, Нью-Йорк) — германско-американский историк искусства российского происхождения, знаток древнерусской живописи, социолог.

## Биография
Родилась 13 октября (по старому стилю) 1879 года в Поневеже в купеческой семье Берла (Бера) Копелевича Рубинштейна, уроженца Россиен, и Раше Эльяшевны Рабинович. Была старшим ребёнком в семье. После получения диплома учительницы в России изучала философию и германистику в Берлине. В 1907 году вышла замуж за австрийца и стала гражданкой Австро-Венгрии. 
В 1914 году в Венском университете начала писать докторскую диссертацию о владимиро-суздальской каменной пластике; опубликована в 1929 году. Эта работа относится к числу общих трудов по истории русской архитектуры, наряду с исследованиями И. И. Толстого и Никодима Кондакова; в ней, в частности, впервые сформулирована концепция русской романики. С докторской диссертацией Фаннины Галле были связаны новые длительные путешествия в начале 1920-х годов в Советскую Россию. Так, в 1924 году она ездила туда с научной целью при поддержке Всесоюзного общества культурной связи с заграницей. В этом же году Галле опубликовала маленький эксклюзивный каталог икон из собрания бывшего музея Императора Александра III в Санкт-Петербурге. Тираж был предназначен для друзей знаменитого издательства книг по искусству Е. А. Зееман в Лейпциге.
Её книга Altrussische Kunst («Древнерусское искусство»), опубликованная в Берлине в 1922 году, была первым изданием об русских иконах на немецком языке. Она же была переведена на французский и итальянский языки. Фаннина. Галле дружила со многими интеллектуалами и художниками, например, с Василием Кандинским и Оскаром Кокошкой, который нарисовал её портрет. В 1920-х годах она опубликовала статьи о Кандинском, Марке Шагале, Лазаре Сегале, Пауле Клее.
В 1930-х годах Галле увлеклась социологией и публицистикой, опубликовала новые работы о древнерусском искусстве, а также книгу о роли женщины в Советском Союзе.
В 1940 году она эмигрировала в США, была стипендиаткой в Йельском университете и является первой женщиной, прочитавшей доклад в Oriental Club Йельского университета. В 1946 году работала над книгой о горских евреях на Кавказе, опубликовала ряд материалов по этой теме; сотрудничала во Всеобщей еврейской энциклопедии (The Universal Jewish Encyclopedia).
Её архив находится в Архиве Бахметьева в Колумбийском университете, а десять русских икон из её собрания в Музее икон в немецком городе Рекклингхаузене (с 1957 года).

## Книги
- Fannina W. Halle. Die Bauplastik von Wladimir-Ssusdal. Berlin /Wasmuth/, 1929. Fol. Mit Titelbild, 1 Karte, 69 meist ganzseitigen fotografischen Tafelabb. u. 13 Abb. im Text. 84 S.
- Fannina W. Halle. Alt-Russische Kunst. Eine Einführung. (= Orbis Pictus, Weltkunst-Bücherei, Bd. 2). Berlin, E. Wasmuth, o. J. (1922). Mit 48 Tafeln. 26 S; Fannina W. Halle. Arte Russa Antica la Civilta Artistica — Vol. V. Roma: Edizioni Di — Valori Plastici, N.D.; Dr. Fannina W. Halle. L’Art de la Vieille Russie. Trad. de Maurice Bloch. Collection «Documents d’Art». Paris 1922. 24 стр., 48 илл.
- Fannina W. Halle. Ikonen aus dem ehemaligen Museum Kaiser Alexander III in St. Petersburg: Privatdruck für die Freunde des Verlages E.A. Seemann. Leipzig 1924, ill.
- Fannina W. Halle. Die Frau in Sowjet-Russland. Berlin/Wien/Leipzig 1932; Fannina W Halle. De vrouw uit het Sowjet-oosten. Arnhem. Van Loghum Slaterus. 1937;
- Fannina W. Halle. Frauen des Ostens. Vom Matriarchat bis zu den Fliegerinnen von Baku. Zürich, Europa, 1938;
- Fannina W. Halle. Frauenemanzipation, Bericht aus den Anfängen des revolutionären Russland, 1932 (Neuauflage Westberlin 1973); Fannina W. Halle. Free Women of Russia // Woman’s Home Companion 70 (February, 1943), 30-31.